# Stade Rennais Football Club 2016-2017
Questa voce raccoglie le informazioni riguardanti lo Stade Rennais Football Club nelle competizioni ufficiali della stagione 2016-2017.

## Rosa
| N. |                         | Ruolo | Calciatore       |
| -- | ----------------------- | ----- | ---------------- |
| 1  | Francia (bandiera)      | P     | Benoît Costil    |
| 2  | Francia (bandiera)      | D     | Medhi Zeffane    |
| 4  | Mozambico (bandiera)    | D     | Mexer            |
| 5  | Portogallo (bandiera)   | D     | Pedro Mendes     |
| 6  | Svizzera (bandiera)     | C     | Gelson Fernandes |
| 7  | RD del Congo (bandiera) | A     | Ndombe Mubele    |
| 8  | Francia (bandiera)      | C     | Clément Chantôme |
| 10 | Polonia (bandiera)      | A     | Kamil Grosicki   |
| 11 | Francia (bandiera)      | A     | Wesley Saïd      |
| 12 | Francia (bandiera)      | D     | Steven Moreira   |
| 13 | Francia (bandiera)      | A     | Giovanni Sio     |
| 14 | Francia (bandiera)      | A     | Aldo Kalulu      |
| 15 | Algeria (bandiera)      | D     | Ramy Bensebaini  |
| 16 | Algeria (bandiera)      | P     | Raïs M'Bolhi     |
| 17 | Albania (bandiera)      | D     | Ermir Lenjani    |

| N. |                                 | Ruolo | Calciatore        |
| -- | ------------------------------- | ----- | ----------------- |
| 18 | Francia (bandiera)              | C     | Morgan Amalfitano |
| 19 | Francia (bandiera)              | D     | Dimitri Cavaré    |
| 21 | Francia (bandiera)              | C     | Benjamin André    |
| 22 | Francia (bandiera)              | D     | Sylvain Armand    |
| 23 | Francia (bandiera)              | C     | Adrien Hunou      |
| 24 | Francia (bandiera)              | C     | Ludovic Baal      |
| 25 | Portogallo (bandiera)           | D     | Afonso Figueiredo |
| 26 | Bosnia ed Erzegovina (bandiera) | C     | Sanjin Prcić      |
| 27 | Francia (bandiera)              | C     | Yoann Gourcuff    |
| 29 | Francia (bandiera)              | D     | Romain Danzé      |
| 30 | Lituania (bandiera)             | P     | Edvinas Gertmonas |
| 34 | Francia (bandiera)              | C     | Denis Poha        |
| 35 | Francia (bandiera)              | C     | Nicolas Janvier   |
| 36 | Francia (bandiera)              | D     | Namakoro Diallo   |
| 40 | Francia (bandiera)              | P     | Romain Cagnon     |